# Gustaf Heintz
Gustaf Fridolf Emanuel Heintz, född den 3 juni 1882 i Stora Kils församling, Värmlands län, död den 19 januari 1934 i Karlstad, var en svensk ämbetsman.
Heintz blev student vid Uppsala universitet 1900 och avlade examen till rättegångsverken 1903. Han blev landskontorist i Örebro län 1906, extra länsbokhållare där från 1911 och länsbokhållare i Västerbottens län 1912. Heintz var landskamrerare i sistnämnda län 1918–1928 och i Värmlands län från 1928 till sin död. Han blev riddare av Nordstjärneorden 1925.